# Молодіжна збірна Ефіопії з футболу
Молодіжна збірна Ефіопії з футболу — національна молодіжна футбольна збірна Ефіопії, що складається із гравців віком до 20 років. Вважається основним джерелом кадрів для підсилення складу основної збірної Ефіопії. Керівництво командою здійснює Ефіопська футбольна федерація.
Команда має право участі у Молодіжному чемпіонаті Африки, у випадку успішного виступу на якому може кваліфікуватися на молодіжний чемпіонат світу до 20 років. Також може брати участь у товариських і регіональних змаганнях.